# ガンコウラン科
ガンコウラン科（ガンコウランか、Empetraceae）は双子葉植物の科。北半球の寒帯と高山、および南米のアンデス山脈・フォークランド諸島に分布する常緑小低木からなる。3属、10から20種に分類される。日本ではガンコウランただ1種が本州の高山と北海道に自生する。
葉は小型でらせん状につく。花は両性または単性。多くは3数性で、花弁とがくがあり、雄蕊は2または3個。子房は上位で2から9室に分かれる。果実は核果で各室に1個の核を含む。
APG植物分類体系ではツツジ科に含めており、ツツジ亜科の系統に属するとされている。